# Jonatas Belusso
Jonatas Elias Belusso (Francisco Beltrão, 10 giugno 1988) è un calciatore brasiliano, attaccante svincolato.

## Caratteristiche tecniche
È un centravanti.

## Palmarès

### Club

#### Competizioni statali
- Campeonato Paranaense Segunda Divisão: 1

Toledo Colônia Work: 2007
- Copa Santa Catarina: 1

Brusque: 2010

#### Competizioni nazionali
- Supercoppa di Cipro: 1

Ermīs Aradippou: 2014